# غريغوري مانغين
غريغوري مانغين (بالإنجليزية: Gregory Mangin)‏ مواليد 1 نوفمبر 1907 في نيوجيرسي، كان لاعب كرة مضرب أمريكي وكان يلعب باليد اليمنى. أعلى تصنيف له في الفردي كان المركز الـ 5 في سنة 1933.

## النهائيات

### الزوجي

#### الوصافة (1)
| السنة | البطولة                     | الأرضية | الشريك     | المنافس                  | النتيجة       |
| 1931  | بطولة أمريكا المفتوحة للتنس | عشبية   | بيركلي بيل | جون فان رين ويلمر أليسون | 4–6, 3–6, 2–6 |